# Reservoir (thermodynamica)
Een reservoir in de thermodynamica is dusdanig groot zodat er geen merkbare temperatuursverandering optreedt bij het in- of uitstromen van warmte. De temperatuur van een systeem dat in contact is met een reservoir kan daarom als constant worden beschouwd. Zo'n systeem wordt een kanoniek systeem genoemd.
Een voorbeeld van een warmte-reservoir is de plaats waar er in een stoommachine gestookt wordt. Een koude-reservoir is bijvoorbeeld de omgeving van de machine.